# Velau (Stolberg)
Die Velau ist ein nördlicher Ortsteil von Stolberg (Rhld.) in der Städteregion Aachen. Er liegt südöstlich des Propsteier Waldes und bildet einen Doppelortsteil mit Steinfurt. Die mittlere Höhe beträgt 173 Meter über NN. In der Velau mündet der Vichtbach in die Inde.
In der Velau liegt die Pfarre St. Franziskus.

## Geschichte
Am Vichtbach kurz vor der Mündung in die Inde lag der Kupferhof Velau, der 1819 von Matthias Leonhard Schleicher zur ersten Zinkhütte des Aachener Raumes umgebaut wurde. Die Zinkhütte wurde später vom EBV übernommen. Am 1. Januar 1935 kam Velau von Eschweiler an Stolberg. Über Jahrzehnte lag hier der Stolberger Schlachthof. In den 1990er Jahren wurden nach seiner Stilllegung auf dem Gelände Supermärkte angesiedelt. Heute hat der Ortsteil einen hohen Anteil ausländischer Wohnbevölkerung.

## Verkehr

### Straßenverkehr
Die nächste Autobahnanschlussstelle ist Eschweiler-West an der A 4. 

### Personennahverkehr
Der nächste Personenbahnhof ist Stolberg (Rheinl) Hbf.
Die AVV-Buslinien 8 und 42 der ASEAG verbinden Velau mit Stolberg-Mitte, Breinig, Eschweiler, Vicht und Gressenich.
| Linie | Verlauf |
| ----- | --- |
| 8     | Zweifall – Münsterau – Vicht – Bernardshammer – Binsfeldhammer – Stolberg Altstadt – Stolberg Mühlener Bf – Velau – Steinfurt – Siedlung Waldschule – Pumpe-Stich – Röthgen – Talbahnhof/Raiffeisenplatz – Krankenhaus – Eschweiler Bushof                                                 |
| 42    | (Schevenhütte →) Gressenich Kapelle – Krewinkel – Mausbach – Fleuth – / (Zweifall – Münsterau –) Vicht – Breinigerberg – Breinig – Dorff – Büsbach – Liester – Münsterbusch – Zinkhütter Hof – Stolberg Mühlener Bf – (Velau – Stolberg Hbf) / (Birkengang – Stolberg Hans-Böckler-Straße) |

### Güterbahnhof Velau

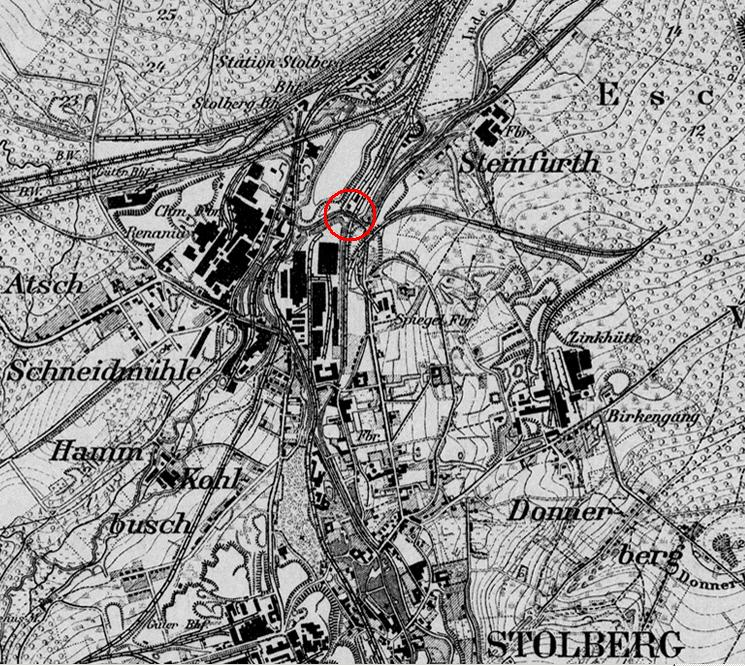
Ehemaliger Bahnhof in Velau und Anschluss Spiegelmanufaktur der Rheinischen Eisenbahn-Gesellschaft

Um 1867 wurde ein Güterbahnhof in Velau von der Rheinischen Eisenbahn-Gesellschaft eingerichtet. Die Strecke verlief von der Station Stolberg – damals ebenso wie Velau auf Eschweiler Stadtgebiet – in den Velauer Kopfbahnhof. Er umfasste einen Lokschuppen, Nebengebäude und eine Drehscheibe. Für den Bau der Bahnstrecke Stolberg – Stolberg-Spiegelmanufaktur kooperierte die Rheinische Eisenbahn-Gesellschaft mit dem Stolberger Etablissement der Spiegel Manufacturen von St. Gobain, Chauny und Cirey. Diese kaufte 1863 die Spiegelmanufaktur Stolberg und begann mit dem Bau eines neuen Werkes am heutigen Standort im Schnorrenfeld, an der Einmündung des Vichtbachs in die Inde. Hier entstand 1866 die erste Gussglashalle Deutschlands.
Am 11. Dezember 1867 eröffnete die Rheinische Eisenbahn-Gesellschaft nur für den Güterverkehr die Bahnstrecke Stolberg–Stolberg-Spiegelmanufaktur mit 1,4 km Länge. Ab 1883 wurde diese Strecke bis zum Bahnhof Eschweiler-Aue an der Bahnstrecke Mönchengladbach–Stolberg verlängert. Dies geschah durch die Preußischen Staatseisenbahnen, die ein Jahr zuvor die in Eschweiler tätige Bergisch-Märkische Eisenbahn-Gesellschaft übernommen hatten. An der heutigen Münsterbachstraße wurde 1884 ein Kopfbahnhof neu errichtet, der auch dem Personentransport diente. Seit 1881 besaß die Eschweiler Zinkhütte Birkengang ein Anschlussgleis, das die heutige Eschweiler Straße kreuzend in einer Spitzkehre den Berg hinaufführte. Mit der Übernahme der Rheinischen Eisenbahn verlor der Velauer Bahnhof seine Eigenständigkeit. Der Personenverkehr wurde aufgegeben, die Gleis- und Betriebsanlagen teils abgebaut, teils in den neuen Hauptbahnhof Stolberg und das Bahnbetriebswerk Stolberg integriert.